# Rock biélorusse
Le rock biélorusse désigne le rock interprété par des groupes et artistes biélorusses et, par extension, russes. Le rock se développe en Biélorussie depuis années 1980. Мроя (Mroja) est l'un des premiers groupes avec ULIS. Dans les années 1990 sont apparus des groupes comme KRIWI, NRM, et Parason. Puis Neuro Dubel dans les années 2000.

## Histoire

### Années 1960
Du 12 avril au 14 avril 1968, l’un des premiers festivals de rock organisé dans l’URSS, le First Bit-Ensemble Festival de Minsk, se déroule à l'institut Minsk Radio Engineering. Le festival est organisé par le Komsomol, et coïncide avec le 50e anniversaire de la BSSR et du Komsomol. Des groupes amateurs de toute la région de Minsk participent au festival (Algorithms, 2+2, Зодчие, Рефлексы, Пингвины, Грифы, Весёлые лисы, Дисканты, Ювента, Cиние гитары, Скифы...). Selon les règles du festival, chaque ensembles devaient interpréter sept morceaux (une œuvre d'un compositeur soviétique, une œuvre de thèmes biélorusses, une œuvre originales, une œuvre instrumentale et trois compositions de son choix). Le premier prix est attribué au groupe Algorithms, le deuxième prix est décerné à Architects,.
L'un des membres du jury, le jeune compositeur Igor Luchenok, notera que ce type de musique est « intimidante » est qu'il devrait « plus tenir du répertoire soviétique. » Malgré le fait que tous les collectifs, à l'exception d'Algorithms, aient été critiqués par le jury, la presse républicaine accueille positivement le festival. Les remarques critiques se résument au fait que les musiciens ne jouaient pas d'instruments conventionnels pour le rock et qu’ils devaient eux-mêmes fabriquer leurs guitares et tout le matériel nécessaire. Le journal Chyrvonaia zmena, par exemple, déplore le fait que les compositeurs professionnels n’écrivaient pas beaucoup de ce qui se faisait dans le genre (en URSS, le big-beat à cette époque était appelé musique de guitare électrique moderne : rock, blues-rock, rythmique, etc.),,.
Les trois jours du festival sont enregistrés par Belarusfilm. Un court-métrage de 10 minutes intitulé Itinéraire n° 13 (titre de l'une des chansons d'Algorithms) est réalisé à partir de photos. Pendant que le film était édité en Tchécoslovaquie, des événements tels que printemps de Prague font surface. À cet égard, le climat politique en Union soviétique change également. Il est décidé de ne pas sortir le film au cinéma. Le film est plutôt diffusé à la télévision jusqu'en 1977, date à laquelle le film sera détruit. Un exemplaire du film est cependant cachée et sauvegardée par l'opérateur Edward Haiduk.

### Années 1970

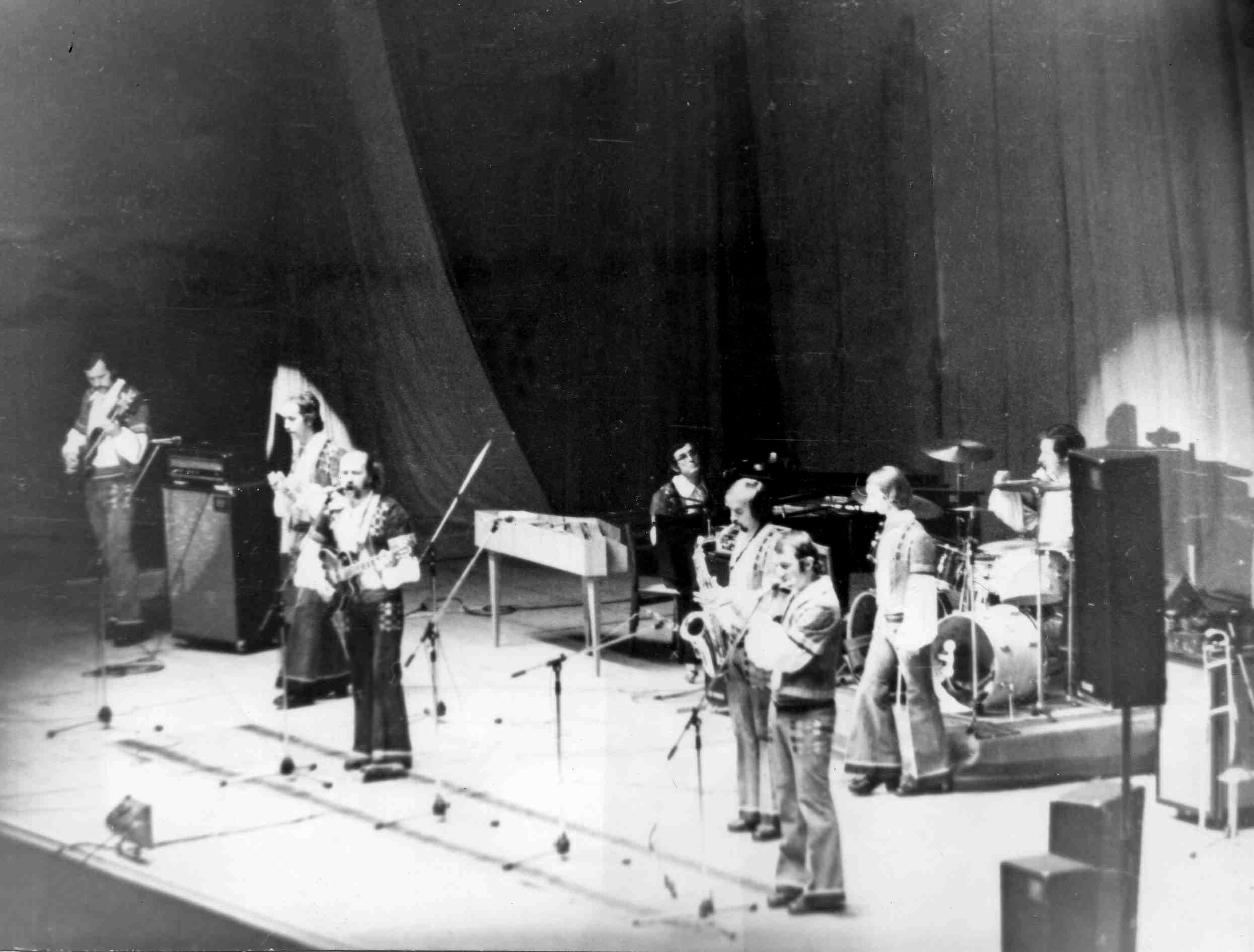
Pesnyary en 1974.

Le 1er septembre 1969, le groupe Lyavony, formé par Vladimir Mouliavine au Philharmonique de Minsk, est transféré dans la catégorie vocale-instrumentale. En octobre 1970, l’ensemble participe au quatrième concours d'artistes de variété de toute l'Union soviétique, avant de changer de nom pour Pesnyary. Le premier prix n'est décerné à personne à l'époque et le deuxième prix est partagé entre Pesnyary, Lev Leshchenko et le groupe géorgien Dielo. Ainsi, Pesnyary obtient le droit d'enregistrer un album. L'album sort en 1971 intitulé J'ai rêvé de toi au printemps. Quatre millions d'exemplaires sont vendus. Le répertoire de Pesnyary se compose principalement de chansons folkloriques biélorusses. Bien que Mouliavine soit de nationalité russe, il a fait en sorte que les chansons folkloriques biélorusses soit chanté en l'honneur à l’Union soviétique.
En 1974, sort leur deuxième album, Alesya, qui comprend, en plus des chansons folkloriques, des poèmes biélorusses. En 1976, à l'occasion du salon MIDEM de Cannes, en France, auquel nombre de musiciens internationaux assistent, Pesnyary représente Melodia et l'Union soviétique. Ils attirent les producteurs américains qui les invitent à voyager jusqu'aux États-Unis. Ainsi, Pesnyary devient le premier groupe soviétique à faire le tour des États-Unis. En 1976, Pesnyary présente un opéra rock aux vers de Ianka Koupala - Song of the Dale, et en 1978 la série conceptuelle se poursuit avec l'opéra Guslar. Ces œuvres sont réalisées plus sérieusement que toutes les précédentes, dans le style art rock.

### Années 1980
À la fin des années 1970 et au début des années 1980, les employés du café Susor'e de Kinsomol, à Minsk, forment un groupe homonyme. Ils adoptent le genre hard rock. Tout ceci devient possible grâce à une certaine libéralisation du régime russe à la suite des Jeux olympiques de 1980. Cependant, en 1983, sous Youri Andropov, la persécution des rockers commencent et le collectif Susor'e est interdit de jouer. Néanmoins, tous les musiciens continuent de travailler au Philharmonique. En 1984, ils sortent un magneto-album, Rock-Terapiya. En 1986, ils reprennent leurs performances sous le nom de Susor'e, et sortent en 1988 un album, La rivière en septembre au label Melodiya.
La situation du rock change complètement avec l'apparition de la perestroïka. En 1986, le Komsomol organise à Novopolotsk le « concours républicain de chansons politiques de la jeunesse », les premières places étant attribuées au groupe de Brest The Golden Mean et Reflection de Mozyr. à Novopolotsk et Polotsk, un mouvement de rock assez large se développe, le groupe le plus notable étant le groupe Мясцовы час. Plus tard, le festival annuel Rock-Cola est organisé. En 1986, un club de rock appelé Nemiga est créé à Minsk,. Le club organise son propre festival, le Trey kolesi. En 1988, Grodno accueille le festival Рок-крок. En 1990, les étudiants biélorusses de Pologne organisent un festival de musique biélorusse, le Basovishche,.
Le groupe Бонда (anciennement appelé Studio 7) publie en 1986 l'un des premiers albums en langue biélorusse de cette décennie, Месца пад сонцам. En 1989, le groupe se sépare et donne naissance à d'autres groupes tels qu'ULIS, Krama et The Little Blues Band. En 1989, le groupe ULIS enregistre son premier album, Chuzhanytsya, en Pologne, qui reçoit de nombreuses critiques positives de la presse biélorusse. En 1991, l'album est réédité par Melodiya. En 1989, le groupe Mroy attire l'intérêtdes journalistes biélorusses. Ce groupe sortira l'album Dvazzertsy eighth zorka,.

### Années 1990
Au début des années 1990, le rock biélorusse fait face à une crise. De nombreux groupes notables de la dernière décennie au début des années 1990 s'effondrent. La désintégration de l'URSS, l'acquisition de l'indépendance par la Biélorussie et le début de la démocratie ouvrent la voie aux groupes nationaux. Lyavon Volsky, chef du groupe Mroy, explique : « C'était impossible de se trouver à l'apogée de la démocratie. Nous étions combattants et image, et âme. Et à cette époque, la lutte devenait absolument inutile. »

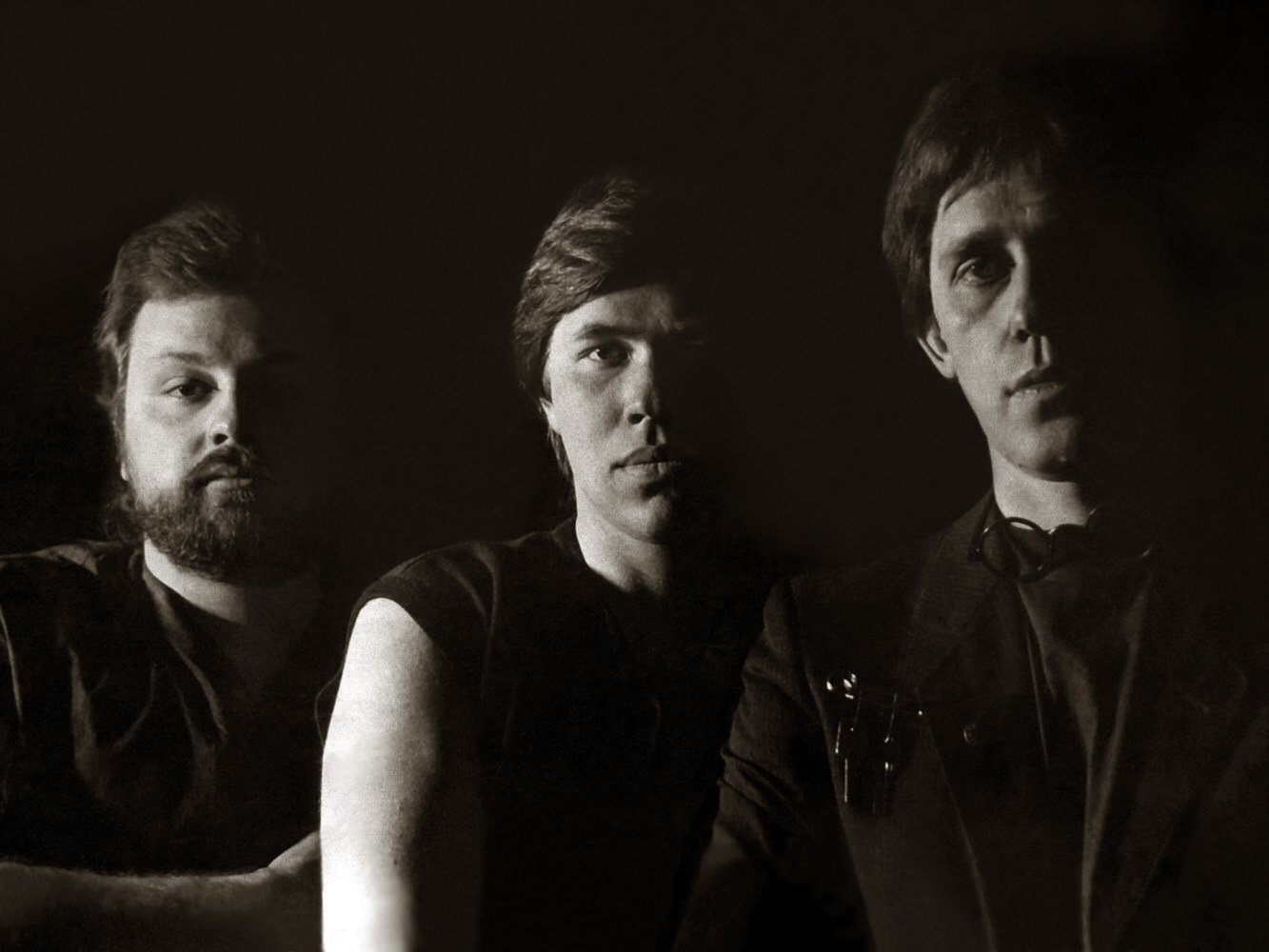
Le groupe «Садъ». 1990

En 1990, Vladimir Serafimov et Vitaly Kunz à ont fondé le groupe «Садъ» (en français: Le jardin) a Brest. Comme la plupart des groupes souterrains, «Садъ» ne faisait partie de l'élite. Le premier succès est venu en 1997 avec la sortie de l'album «Nous n'avons pas baissé le drapeau
avant l'ennemi ... », qui ont été notés dans les critiques positives du «Musique journal» (Minsk) et du magazine «Fuzz» (Saint-Pétersbourg). Après avoir remporté le festival «Rock-Line» à Koungour en 1998, les chansons du groupe ont commencé à sonner sur les stations de radio de Moscou, Kiev et Minsk.
En 1993, le groupe de rock Drum Ecstasy fait son apparition, devenant un projet musical unique. Dans le groupe, quatre musiciens jouent de la batterie avec des boîtiers en acier et créent un mur sonore. Le groupe de rock présente son propre style musical : une musique de dance lourde créée par trois batteurs, soutenue par une fondation, passant par le traitement de samples et des percussions électroniques de la guitare basse.

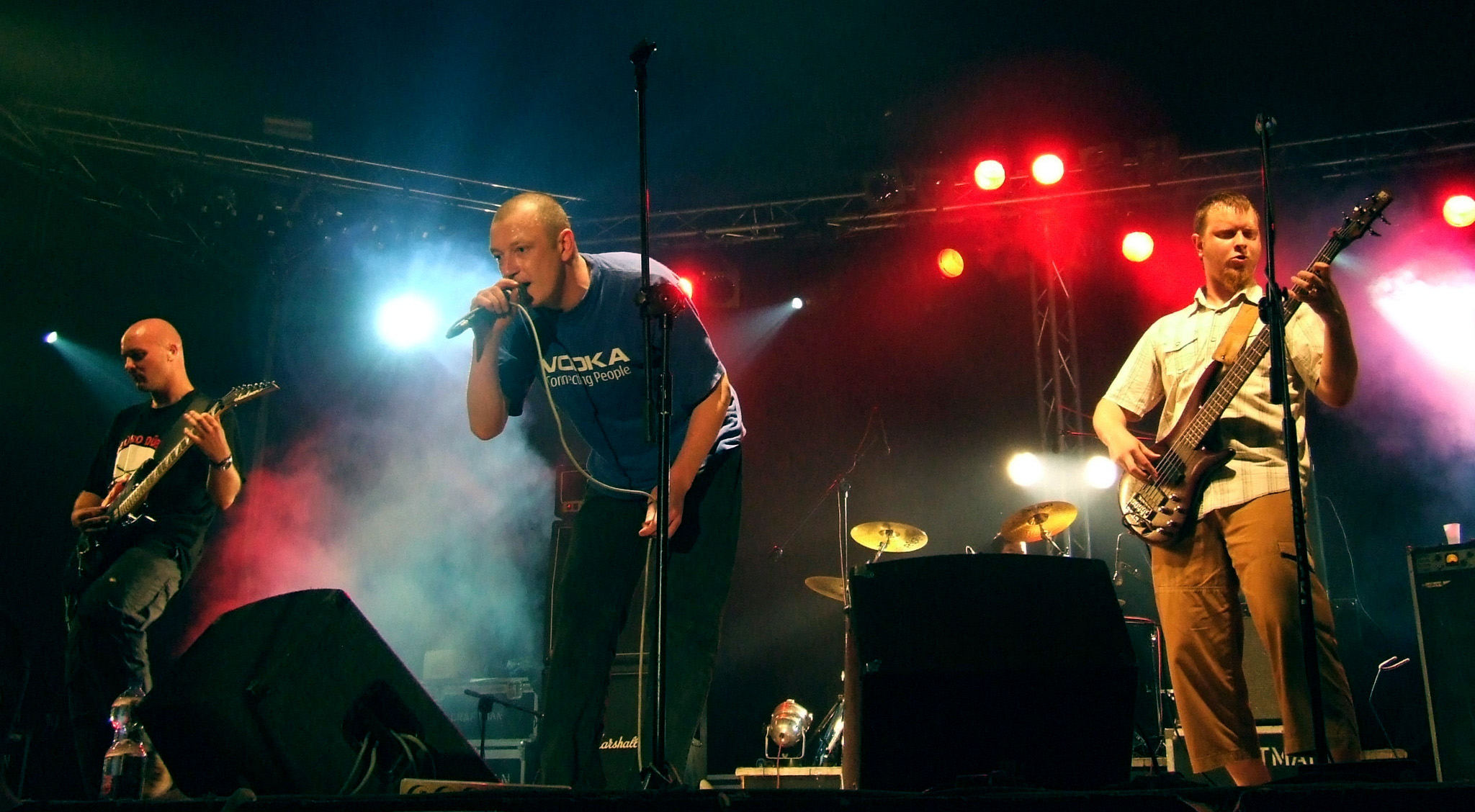
Neuro Dubel, en concert en 2007.

Au même moment, de nouveaux groupes apparaissent durant cette période, qui deviendront plus tard emblématiques du rock biélorusse. En 1991, le groupe Krama est formé. Leur premier album, Хворы на Rock-n-Roll (1993), est considéré comme l'un des meilleurs de leur catalogue discographique. Le groupe de punk rock Neuro Dubel sort son premier album studio, Умные вещи, en 1995. Le groupe ULIS reprend avec de nouvelles compositions,. Le groupe de Minsk Krasnye Zvezdy, qui jouxte le mouvement rock national-communiste, et qui se promène en Russie avec Yegor Letov et la Défense civile [17] se distingue de tout.

### Années 2000
Le groupe Bi-2 apparait à la fin des années 1980. Au début des années 1990, Shura et Leova quittent la Biélorussie pour Israël, puis l'Australie et se délocalise à la fin des années 1990, en Russie. À cette période, plusieurs chansons de Bi-2 sont diffusées sur les chaines de radio russes, mais le véritable succès arrive au groupe lorsque la chanson Pas de lettre pour le colonel (titre emprunté à celui du roman de Gabriel García Márquez) est interprétée dans le film Le Frère 2 (2000) d’Alekseï Balabanov.
En 2001, Lyavon Volsky, parallèlement à N.R.M., forme un nouveau groupe, Krambambyl. Le style du nouveau groupe est censé être amusant et divertissant, contrairement à N.R.M, qui était un projet sérieux. Le groupe au cours des deux premières années de son existence, enregistre trois albums qui rencontres un franc succès. Serguei Mikhalok (Liapis Troubetskoï) et Aleksander Kurinkovich (Neuro Dubel) collaborent alors avec le groupe.
Au début des années 2000, le musicien Zmitser Voytyushkevich entame une carrière solo ; dans les années 1990, il jouait dans les groupes Palats et KRIWI. Désoamis, Voytyushkevich commence à jouer en solo ou avec son groupe WZ-Orkiestra. Zmitser utilisait d'abord le pseudonyme de Todar. Le groupe Liapis Troubetskoï enregistre en 2007 un album phare, Capital. La musique du groupe change sur cet album.

### Années 2010

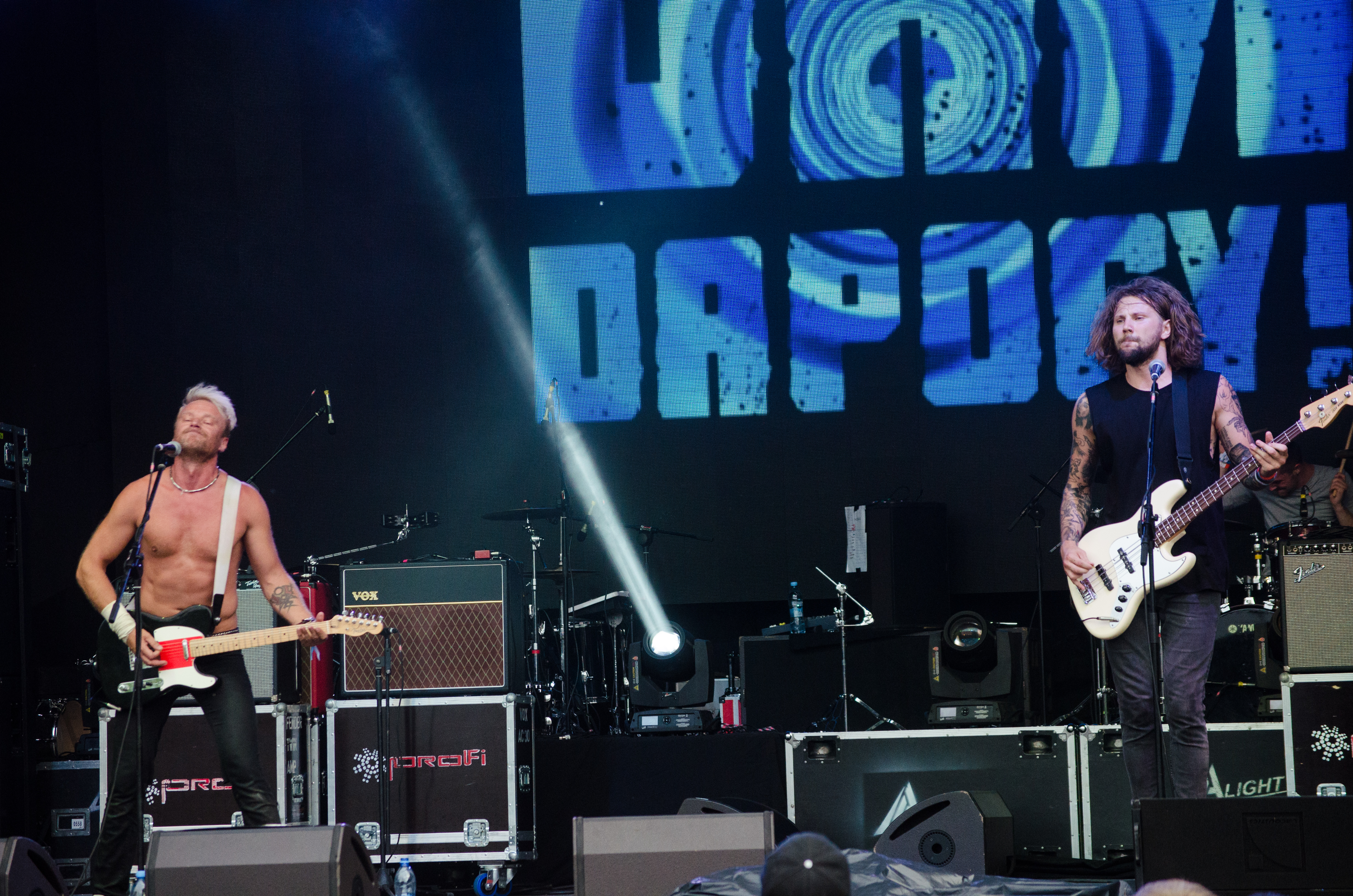
Дай дарогу!.

Au début de l'année 2011, en raison de divergences internes, les musiciens de N.R.M et son leader Lyavon Volsky se séparent. Sans Volsky, le groupe devient « autorisé » et effectue une tournée en Biélorussie, puis sort un album avant de participer à la sélection de l'Eurovision 2013. Un tel comportement était perçu de manière inacceptable par les fans et l’activité du groupe se dégrade progressivement,. Lyavon Volsky commence sa carrière solo. Il sort deux albums solo et un album avec Krambambuli. Les critiques musicaux accueillent unanimement Chirvony Fines comme l'un des meilleurs albums du groupe.
Au début de 2017, le programme musical Belsat Music Live est diffusé sur la chaîne de télévision BelSat (une chaîne satellite biélorusse diffusée depuis la Pologne). Divers musiciens biélorusses y participent, répondant aux questions des principaux musiciens et interprètent plusieurs chansons. Au programme, il y a aussi des musiciens de rock, y compris interdits.